# Real Ciencias Rugby Club
El Real Ciencias Rugby Club, conocido por razones de patrocinio como Real Ciencias La Carloteña, es un equipo de rugby de Sevilla, que juega en la División de Honor, la máxima categoría del rugby español. 
Tiene su sede administrativa en las Instalaciones Deportivas de La Cartuja, donde entrenan y disputan sus partidos como local todos las categorías del club, desde sub-6 hasta el primer equipo.

## Historia
El Real Ciencias se fundó en el año 1972 en la Facultad de Ciencias (de ahí el nombre) de la Universidad de Sevilla. En su primer año de existencia, el equipo sólo participó en competiciones universitarias y en la Copa Federación Provincial, en la que se proclamó campeón. En 1973 se inscribió en la Federación Española de Rugby y empezó a participar en la Liga Regional. En la temporada 74/75, el Ciencias logró el subcampeonato en la Copa Provincial de Sevilla y la tercera plaza en el Trofeo Club Pineda. El siguiente año disputó el ascenso a Primera, siendo eliminado por Rugby Club Valencia. Se crearon entonces los equipos de juveniles y cadetes.
En 1977 el Ciencias inicia su andadura como equipo federado, desligándose de la facultad. Ese año, precisamente, el sistema de competición nacional se divide en cuatro zonas geográficas con la disputa de una fase final entre los campeones. Los sevillanos fueron campeones del Grupo Sur de Andalucía en la temporada 1979/80, mientras que ocuparon la primera plaza entre 1980 y 1983, campaña en la que se consiguió el ascenso a Primera Nacional. En esta competición fue segundo en la temporada 1983/1984, quinto en la 1984/1985 y tercero en la 1985/1986. En ese periodo, Bosco Abascal, figura del equipo, se convirtió, además, en uno de los pilares de la selección española. A él le siguieron más adelante Miguel Sánchez, Javier, David y Coco Torres Morote, Alejandro Miño, Pablo Martín, Eduardo Cecilia, Jorge Sauda o José Ramón Núñez.
El 21 de febrero de 1988 consiguió el ascenso tras redondear una magnífica temporada imponiéndose a Industriales por 33-6 en Chapina. Se convirtió en el equipo revelación en la temporada 1988/1989 y su ascenso ponía fin a una década sin presencia andaluza en la máxima categoría del rugby nacional.
En la temporada 91/92 se inicia el patrocinio del Monte se consiguieron grandes éxitos. Entre 1992 y 1996, el club ganó sus títulos más importantes, dos ligas de División de Honor, tres Copas de S.M. el Rey y una Copa Ibérica, en la que ganó al campeón portugués, el Cascais Rugby, en 1995.
Desde esta etapa hasta el día de hoy el equipo ha permanecido en la máxima competición nacional con la excepción de algún descenso rápidamente rectificado y adornando su andadura con varios títulos nacionales, ibérico y copas del Rey así como con algunos títulos nacionales en categorías inferiores.
Desde que Bosco Abascal, figura del equipo a mediados de los ochenta, se convirtió en uno de los pilares de la selección española, muchos jugadores del club han vestido la camiseta nacional. Prácticamente en ninguna temporada, ni siquiera en las que el equipo ha estado en División de Honor B, han faltado jugadores científicos en la selección absoluta: los hermanos Torres Morote, Alejandro Miño, hasta Lea Fernández-Aramburu o Jesús Recuerda que han sido capitanes de la selección, y Chema Bohórquez, que con 35 “caps” es el jugador más internacional de la historia del club. Unos cincuenta jugadores han representado a España en categoría absoluto, en XY y VII, e incluso hemos contado con dos mundialistas, en las personas de los uruguayos Leo de Olivera y Diego Aguirre.
En 2021 el club presentó formalmente, a través de la Real Federación de Rugby, una solicitud a la Casa Real Española para recibir el título de 'Real', título que le fue concedido en 2022 y fue entregado por el presidente la FER, Juan Carlos Martín Hansen, poco antes del comienzo del encuentro entre SilverStorm El Salvador y el Ciencias, correspondiente a la final de la Copa del Rey de 2022, enmarcándose dentro de los actos de conmemoración del cincuenta aniversario del club. Por tanto, el club sevillano se convierte en el primero de España en añadir el título de 'Real' a su nombre.

## Organigrama deportivo

### Plantilla 2022-2023
1. ↑  Solo se indica la nacionalidad deportiva. Un jugador puede tener múltiples nacionalidades, pero tiene el derecho a jugar para una única selección nacional.

## Palmarés
- 2 Ligas: 1992 y 1994.
- 3 Copas del Rey: 1994, 1995 y 1996.
- 1 Copa Ibérica: 1995.
- 12 Copas F.A.R. "Trofeo Felipe Del Valle"